# Třída Italia
Třída Italia byla třída barbetových bitevních lodí Italského královského námořnictva. Celkem byly postaveny dvě jednotky této třídy. Ve službě byly v letech 1885–1921. V pomocných rolích byly ve službě za první světové války. V době svého dokončení to byly největší a nejrychlejší bitevní lodě světa.

## Stavba
Italský konstruktér Benedetto Brin navrhl velká a rychlá plavidla postrádající obvyklý boční pancéřový pás. Pancéřování chránilo pouze vybrané části plavidla. Zajímavostí je, že jedno plavidlo mohlo na své palubě přepravit celou pěší divizi s 10 000 vojáky. Celkem byly postaveny dvě jednotky této třídy. V letech 1876–1887 plavidla postavily italské loděnice Castellamare di Stabia a Orlando Livorno.
Jednotky třídy Italia:
| Jméno   | Loděnice               | Založení kýlu     | Spuštěna        | Vstup do služby | Poznámka |
| ------- | ---------------------- | ----------------- | --------------- | --------------- | --- |
| Italia  | Castellamare di Stabia | 3. ledna 1876     | 29. září 1880   | 16. října 1885  | V letech 1909–1914 cvičná loď. Roku 1914 krátce strážní loď v Tarentu. Od dubna 1915 do prosince sloužila v Brindisi jako plovoucí baterie. Vyřazena 1921.           |
| Lepanto | Orlando Livorno        | 4. listopadu 1876 | 17. března 1883 | 16. srpna 1887  | V letech 1902–1910 cvičná loď, v letech 1910–1912 depotní loď v La Spezia. Roku 1912 vyřazena a roku 1913 reaktivována jako pomocná loď. Vyřazena 1914. Sešrotována. |

## Konstrukce

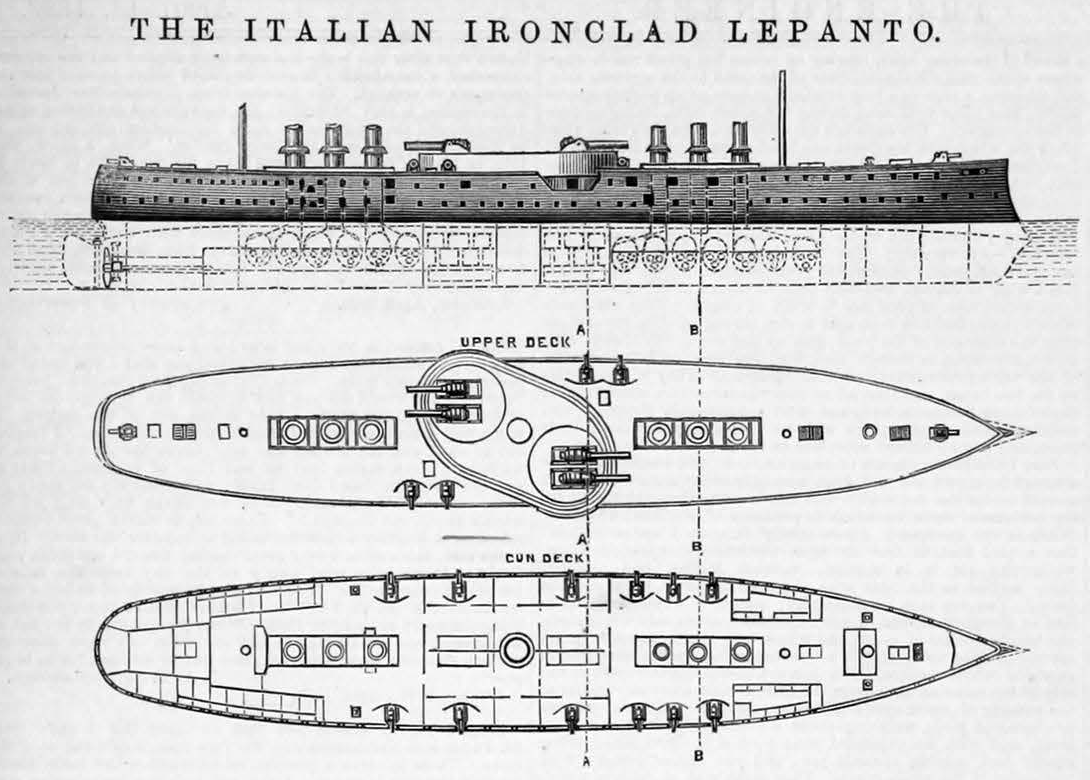
Základní uspořádání třídy

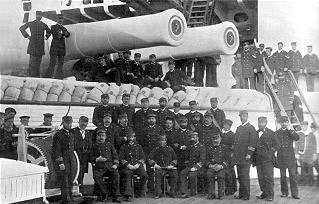
Hlavní kanóny bitevní lodě Italia

Hlavní výzbroj bitevní lodě Italia představovaly dva 432mm/26 kanóny Modelu 431C a jeden 432mm/27 kanón Modelu 431B, umístěné v barbetách ve středu trupu. Doplňovalo je sedm 149mm kanónů, čtyři 120mm kanóny a čtyři 350mm torpédomety. Hlavní výzbroj její sesterské lodě Lepanto tvořily čtyři 432mm kanóny Modelu 431B, které doplňovalo osm 152mm kanónů, čtyři 120mm kanóny a čtyři 350mm torpédomety. Během služby byla dále posilována lehká výzbroj.
Pohonný systém tvořilo dvacet čtyři kotlů a čtyři parní stroje o výkonu 11 986 hp (Lepanto: 15 797 hp), které poháněly čtyři lodní šrouby. Nejvyšší rychlost dosahovala 17,8 uzlu (Lepanto: 18,4 uzlu). Dosah byl 5000 námořních mil při rychlosti 10 uzlů.